# Wim Maes
Wim Maes (1 de junio de 1972) es un jugador de ajedrez belga. También es director técnico de De la persgroep y empresario de imprenta. Realiza las publicaciones de revistas en dos idiomas, francés y neerlandés. Del 20 hasta el 28 de agosto de 2005, compitió en Brasschaat de su natal Bélgica en el Tournamant "Open", con un puntaje entre 8 a 9. También en 2006 volvió a participar en dicho evento de la Open. Batió también récord en la competencia de Elo en 2 294.

## Competiciones
- gounezet 61 bartienn.
- kollet 67 partienn.
- nulaet 65 partienn.